# Angelobung
Die Angelobung bezeichnet in Österreich die Verpflichtung zur gesetzestreuen und gewissenhaften Ausübung übertragener Funktionen mit einer feierlichen Vereidigung, bei der das Gelöbnis geleistet wird.
Abgeordnete, Regierungsmitglieder, Richter, Soldaten und Beamte (auch Vertragsbedienstete) haben ein gesetzlich vorgeschriebenes Gelöbnis abzulegen, in dem sie versprechen, der Republik Österreich und dem österreichischen Volk treu zu dienen. Auch manche Freiberufler (z. B. Rechtsanwälte und Wirtschaftstreuhänder) werden öffentlich angelobt. Gemeinsam ist allen diesen Angelobungen, dass ohne sie die jeweilige Funktion nicht ausgeübt werden kann.

## Nationalratsabgeordnete
Bei der Angelobung der Abgeordneten verliest der Schriftführer die Angelobungsformel

„Sie werden geloben unverbrüchliche Treue der Republik Österreich, stete und volle Beobachtung der Verfassungsgesetze und aller anderen Gesetze und gewissenhafte Erfüllung Ihrer Pflichten.“

Die Abgeordneten werden sodann einzeln aufgerufen und haben die Angelobung zu leisten mit den Worten „Ich gelobe.“

## Oberste Vertreter
Die Angelobung folgender Vertreter gehört zu den Kompetenzen des Bundespräsidenten:
- Mitglieder der Bundesregierung und Staatssekretäre: Der Bundespräsident ernennt den Bundeskanzler und auf seinen Vorschlag die Bundesminister und Staatssekretäre, gelobt die Ernannten an und fertigt die Bestallungsurkunden aus (Art. 70 und 72 Bundes-Verfassungsgesetz - B-VG).
- Landeshauptleute (Art. 101  Abs. 4 B-VG)
- Präsident des Rechnungshofes (Art. 122   Abs. 4 B-VG)
- Präsident und Vizepräsident des Verfassungsgerichtshofes (Art. 147 Abs. 2 B-VG)
- Mitglieder der Volksanwaltschaft (Art. 148g Abs. 2 B-VG)
- Präsident und Vizepräsident des Verwaltungsgerichtshofes (§ 2  Verwaltungsgerichtshofgesetz)

Der Bundespräsident selbst wird durch die Bundesversammlung angelobt (Art. 62 B-VG) und leistet – wie die Regierungsmitglieder – folgendes Gelöbnis: 

„Ich gelobe, dass ich die Verfassung und alle Gesetze der Republik getreulich beobachten und meine Pflicht nach bestem Wissen und Gewissen erfüllen werde.”“

## Bundesheer

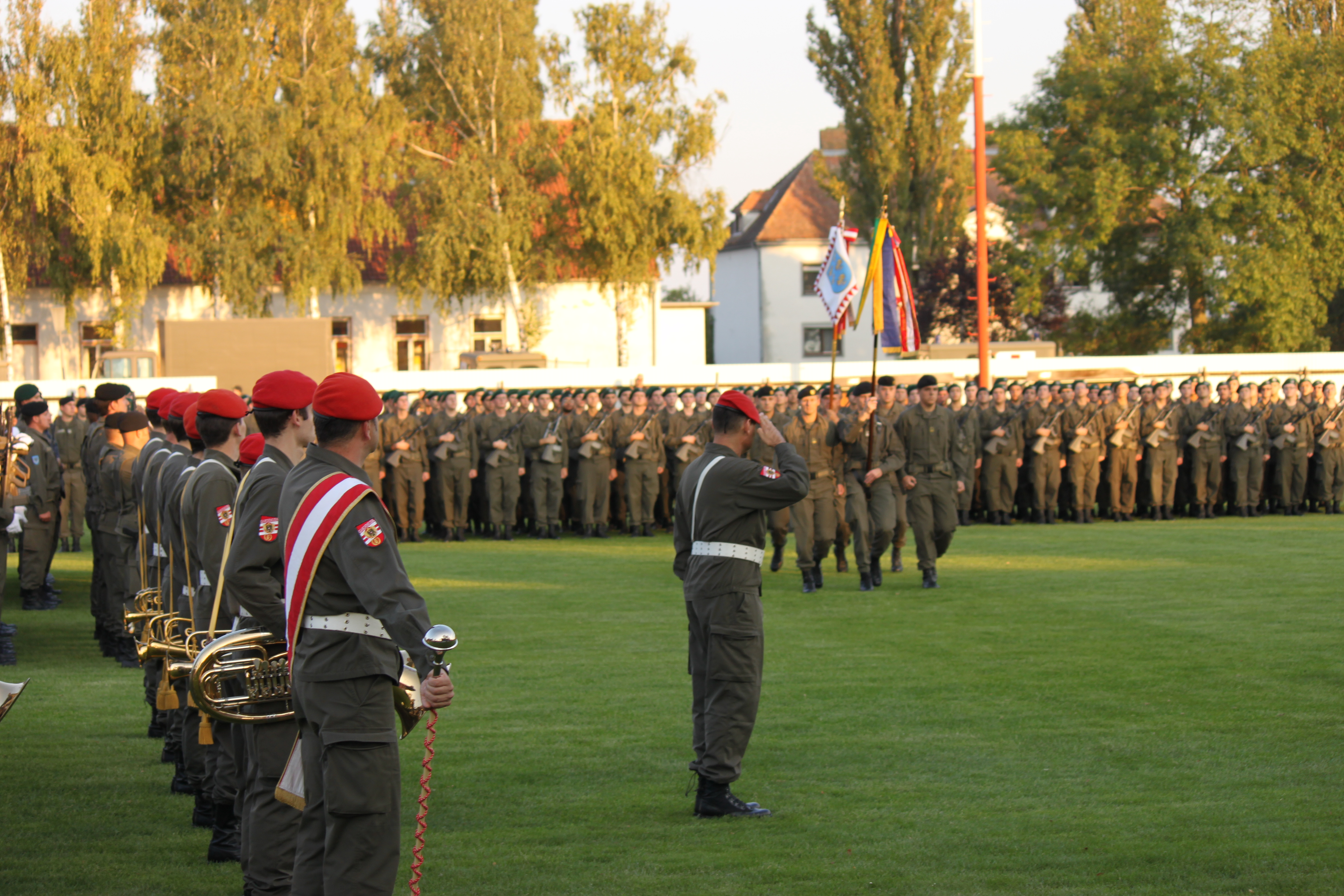
Angelobung am Sportplatz von Neusiedl an der Zaya

Die Angelobung erfolgt in Österreichs Bundesheer im Regelfall nach den ersten vier Wochen und bildet den Abschluss der „Basisausbildung Kern“. Die Gelöbnisformel lautet:
„Ich gelobe, mein Vaterland, die Republik Österreich, und sein Volk zu schützen und mit der Waffe zu verteidigen. Ich gelobe, den Gesetzen und den gesetzmäßigen Behörden Treue und Gehorsam zu leisten, alle Befehle meiner Vorgesetzten pünktlich und genau zu befolgen und mit allen meinen Kräften der Republik Österreich und dem österreichischen Volke zu dienen.“
Diese Formel ist nach § 41 Abs. 7 des Wehrgesetzes 2001 geregelt.
Während früher die Angelobung in der jeweils zuständigen Kaserne durchgeführt wurde, findet die Angelobung österreichischer Rekruten (Wehrpflichtiger) seit längerer Zeit in der Öffentlichkeit, meist auf Sport- oder Hauptplätzen statt.  Es ist auch üblich, dass Angelobungen am Abend stattfinden. Diese enden dann traditionell mit dem Großen Zapfenstreich. Traditionell wird auch die Angelobung von Truppenteilen am Nationalfeiertag, dem 26. Oktober am Wiener Heldenplatz im Rahmen einer Truppenschau durchgeführt. Die höchstgelegene Truppenangelobung fand 2013 auf der Kaiser-Franz-Josefs-Höhe am Großglockner statt.

## Beamtenschaft
Eine Angelobung erfolgt auch innerhalb der österreichischen Beamtenschaft. Binnen vier Wochen nach Beginn des öffentlich-rechtlichen Dienstverhältnisses hat der Beamte folgende Angelobung zu leisten:
„Ich gelobe, dass ich die Gesetze der Republik Österreich befolgen und alle mit meinem Amte verbundenen Pflichten treu und gewissenhaft erfüllen werde.“
Diese Formel ist nach § 7 Abs. 1 des Beamten-Dienstrechtsgesetzes (BDG) geregelt. Die Angelobung wird in den Reihen der Polizei in letzter Zeit verstärkt auch in der Öffentlichkeit durchgeführt.
Eine Angelobung findet ebenfalls für Mitglieder von Wahlkommissionen statt, obwohl diese sonst nicht dem Beamtendienstrecht unterliegen. Gemäß § 16 Nationalratswahlordnung geloben diese strenge Unparteilichkeit und gewissenhafte Erfüllung ihrer Pflichten.

## Feuerwehr
Die endgültige Aufnahme in die Freiwillige Feuerwehr erfolgt durch Angelobung. Der Text des Gelöbnisses variiert zwischen den Bundesländern, ist aber im Wesentlichen:

„Ich gelobe, meine freiwillig übernommenen Pflichten als Feuerwehrmitglied pünktlich und gewissenhaft zu erfüllen, die Anordnungen und Befehle meiner Vorgesetzten zu befolgen, die mir anvertraute Ausrüstung zweckentsprechend zu verwenden und sorgfältig zu behandeln sowie allen Mitgliedern ein guter Kamerad zu sein.“